# لینچ ۷۸۲۴
سیارک ۷۸۲۴ (به انگلیسی: 7824 Lynch، نامگذاری:1991RM2) هفت هزار و هشتصد و بیست و چهارمین سیارک کشف شده‌است که در ۷ سپتامبر ۱۹۹۱ کشف شد.
قدر مطلق سیارک برابر ۱۳٫۳۰ است.